# Крутой и цыпочки
«Крутой и цыпочки» (англ. Man of the House) — «мужчина в доме», «главный в доме») — американская кинокомедия 2005 года, режиссёр Стивен Херек. Премьера состоялась 25 февраля 2005 года.

## Сюжет
Роланд Шарп (Томми Ли Джонс) — техасский рейнджер. Он, одинаково хорошо владеющий острым словом и верным револьвером, всегда с блеском выполнял любые задания. Но теперь его ждет непростая миссия: герой должен круглые сутки охранять пятерых девушек из группы поддержки, ставших свидетелями убийства. Но это не так то просто. Ему приходится жить с ними в одном доме, что очень не нравится девушкам. Также нужно успеть решить проблемы с дочерью.

## В ролях
- Томми Ли Джонс — Роланд Шарп
- Кристина Милиан
- Паула Гарсес
- Моника Кина
- Ванесса Ферлито
- Келли Гарнер
- Энн Арчер
- Седрик «Развлекатель»
- Брайан Ван Холт
- Ши Уигхэм
- Р. Ли Эрми
- Лиз Вэсси